# Kenswei nsei
Ne doit pas être confondu avec Bamessing.
Le kenswei nsei (ou bamessing, befi, calebasses, kensense, kenswey nsey, melamba, mesing, ndop-bamessing, nsei, veteng, vetweng) est une langue bantoïde des Grassfields du groupe Ring parlée dans le Nord-Ouest du Cameroun, dans le département du Ngo-Ketunjia, dans l'arrondissement de Ndop, à l'ouest de Ndop, dans la plaine de Ndop et le village de Bamessing.
En 2008 on comptait environ 25 000 locuteurs.

## Écriture
| a | æ | b | ch | d | e | ɛ | ə | f | g | gh | h | i | ɨ | j | k | l | m | n | ny | ŋ | o | ɔ | s | t | u | v | w | y | z | ʼ |